# Sant Francesc de Paula de les Masies de Voltregà
Sant Francesc de Paula és una església de les Masies de Voltregà (Osona) inclosa a l'Inventari del Patrimoni Arquitectònic de Catalunya.

## Descripció
Església de nau única amb la façana orientada a nord-oest i absis a la part oposada, el qual és de planta semicircular peraltada. L'edifici es troba englobat en el conjunt d'habitatges de la colònia. La façana presenta dos òculs sobreposats i de diferents dimensions. El portal és rectangular flanquejat per dues pilastres d'estil corinti que aguanten la llinda (on apareix una inscripció) i un frontó triangular i llis. La nau és il·luminada per unes finestres rectangulars situades damunt la cornisa. L'absis presenta una decoració a base de nervis de pedra, i el sostre i les parets estan decorats amb pintura imitant el marbre. A les capelles laterals s'hi situen retaules. Damunt l'absis s'erigeix el campanar de torre ortogonal.

## Història
Aquesta església es va construir arrel l'establiment de la colònia de la Farga Lacambra, la qual va tenir els seus orígens a Barcelona i passà a situar-se al lloc actual deguda la necessitat d'aprofitament de la força hidràulica, fet que es produí al segle xix.
La data de construcció del temple és l'any 1863, restant dedicada a Sant Francesc de Paula, patró del fundador de la colònia a Barcelona: Francesc Lacambra.